# 斯坦頓 (新澤西州)
斯坦頓（英語：Stanton）是位於美國新澤西州亨特登縣的非建制地區。

## 歷史
斯坦頓的郵局自1849年營運至今。

## 地理
斯坦頓所處的海拔為高於海平面110米（即361英呎），而該地所採用的時區為UTC-5，即北美东部时区（EST）。同時該地設有夏令時間，為UTC-5調快一小時，即UTC-4（EDT）。